# Seznam lodí Romulanského impéria
Ve fiktivním vesmíru Star Treku používá Romulanské impérium několik tříd hvězdných lodí. Romulané byli původně Vulkánci, kteří nepřijali Surakovo učení logiky a potlačení emocí a raději odletěli z Vulkánu hledat jinou planetu. První hlasový kontakt s lidmi byl sice zaznamenán ještě před vznikem Federace, ale obrazový kontakt nebyl navázán ani během první války se Zemí. Vyznačují se vášnivostí, vychytralostí a až úzkostlivou potřebou tajit veškeré informace o sobě nebo svých lodích.

## 22. století
Cílem Romulanského impéria v této době byla územní expanze. Když senátor Valdore zpochybnil tuto politiku, byl propuštěn ze senátu, ačkoli se později připojil k armádě a v roce 2154 se stal admirálem. Již v roce 2152 proběhl první kontakt mezi Romulany a lidmi, když Enterprise (NX-01) narušila romulanské minové pole. Romulané pochopili, že se lidé snaží spolupracovat s do té doby válčícími rasami Andorianů, Vulkánců a Tellaritů. To by přineslo oslabení vlivu Impéria v oblasti a Senát následně přijal opatření, aby se tyto druhy obrátili proti sobě. V roce 2154 Romulané použili dálkově ovládanou sondu schopnou holograficky měnit vzhled k napadání Andorianů a Tellaritů, aby mezi nimi vyvolal válku. Enterprise tuto taktiku odhalila, což rozzuřilo Romulany, kteří slíbil lidstvu pomstu. V roce 2156 začíná válka mezi Romulusem a Zemí: obě strany používaly jaderné fúzní bomby, které byly v té době nejpokročilejšími dostupnými zbraněmi. Nicméně mnoho romulanských lodí nemělo zprovozněný warp pohon, což byla velká výhoda Spojené Země. Po Bitvě u Cheronu a vítězství Země byla vyjednána mírová smlouva, na jejímž základě vznikla Neutrální zóna mezi oběma mocnostmi. V roce 2161 vzniká Spojená federace planet, aby chránila tento mír.

### Třída Válečný pták
Romulanský Válečný pták z 22. století je lehký křižník používaný Romulanským hvězdným impériem. Má zelenou barvu a svůj název dostal podle "ptačího" vzhledu. Má velmi úzký čelní profil a skládá se z jediného primárního trupu, k němuž jsou po stranách připojeny držáky warpových gondol. Je vybaven disruptorovými bankami, maskovacím zařízením a impulsním i warpovým pohonem. O ničem dalším, včetně rozměrů, vnitřního vybavení nebo názvů jednotlivých plavidel nejsou informace.
Návrhem designu třídy pro epizodu Minové pole byl pověřen John Eaves, který vyšel ze vzhledu Válečného ptáka v seriálu Star Trek. Umělecké oddělení původně přidalo na spodní část trupu obrázek ptáka podle vzoru epizody Rovnováha hrůzy, ale později bylo požádáno, ať ji odstraní. Trup má zelenou barvu jako lodě Romulanů ve 24. století. Moderně vypadající gondoly warp pohonu jsou stejné, jaké v té době používaly klingonské lodě třídy Raptor, což by ukazovalo na technologickou výměnu mezi oběma rasami.

### Dron
Dron je pokročilá experimentální útočná loď vycházející z romulanského Dravce. Byly vyrobeny minimálně dva prototypy. Má upravené ovládání tak, aby mohla být dálkově kontrolována operátorem z planety Romulus. Operátor musí mít výjimečné psychické vlastnosti, aby mohl plavidlo ovládat, takže Romulané k tomuto účelu využili Aenara Gareba. Loď je velmi malá (v porovnání s třídou NX), ale rychlá a mimořádně obratná. Vnitřek lodi zůstal stejný jako u výchozího Dravce, včetně konzolí k ovládání jednotlivých systémů. Dron je vybaven samoopravovacím systémem, multispektrálním emitorovým systémem a třífázovými phasery schopnými imitovat libovolné mimozemské zbraně. Spolu se subprostorovými vysílači na povrchu lodi může Dron vytvořit holografický obraz jakéhokoliv plavidla a přesvědčit tak oběť, že je někým jiným. Tímto způsobem Romulané zničili několik Andorijských a Tellaritských lodí. Oba prototypy byly zničeny navzájem při útoku na Enterprise (NX-01) poté, co je jejich operátor obrátil proti sobě.

## 23. století
S pomocí maskovacího zařízení napadli Romulané v roce 2266 několik federačních základen a porušili tak mírovou smlouvu z roku 2160. Jako odpověď USS Enterprise NCC-1701 vystopovala a zničila romulanského Válečného ptáka, a poprvé také zjistila pravdu o romulanském původu. Pravděpodobně od roku 2267 uzavřeli Romulani pakt s Klingonskou říší: Klingoni získali maskovací zařízení, Romulané klingonské bitevní křižníky třídy D7 (podle scénáře epizody Případ Enterprise se měla objevit nová třída romulanských lodí, jenže nebyl k dispozici původní model a vyrobení nového by bylo příliš drahé, takže se producenti rozhodli použít model klingonské třídy D7). V roce 2272 vedl kapitán Kor klingonské jednotky k několika vítězstvím nad Romulany v odvetě za Bitvu o Klach D'Kel Brakt.

### Třída Válečný pták
Romulanský Válečný pták z 23. století je přímým následníkem svého předchůdce z 22. století. Tyto lodě byly ve velkém množství nasazeny k ochraně Neutrální zóny před silami Federace: obvykle jedna loď donutila nepřítele zpomalit z warpové rychlosti na impuls a zbývající jednotky letky ho svým množstvím přemohly. Po roce 2268 se s uzavřením Klingonsko-Romulanské aliance stávají páteřním plavidlem Impéria lodě třídy D7 a Váleční ptáci slouží pouze jako podpůrné jednotky. Rozvržení a rozměry lodi zůstaly stejné jako ve 22. století, pouze byla změněna barva na šedou a v zadní části primárního trupu přibyla vertikální "ocasní ploutev". Přestože by Válečný pták v souboji jeden na jednoho proti federační lodi třídy Constitution neobstál, měl několik pokročilých technologických vylepšení: maskovací zařízení, silná plazmová torpéda a schopnost převážet nukleární zbraně.
Základní model v délce 2,5 metru navrhl a vytvořil designér Wah Ming Chang, poté byl doplněn o grafické doplňky, plastové a kovové součásti, a vznikl tak studiový model. S ním vznikla jediná sekvence záběrů, které byly použity jak v epizodě Rovnováha hrůzy, tak Smrtící roky. Tento model byl krátce po natáčení ztracen, takže pro epizodu Případ Enterprise byl využit model klingonské třídy D7. Pro remasterování seriálu Star Trek v roce 2006 vznikl nový CGI model Válečného ptáka a při té příležitosti bylo do seriálu zařazeno několik nových pohledů na loď.

### Třída D7
Jedná se o bitevní křižníky Klingonské imperiální flotily, které Romulané získali díky technologické výměně mezi oběma rasami v 70. letech 23. století. Od klingonských plavidel se liší pouze namalovanými ptačími vzory na primárním trupu.

## 24. století
V roce 2311 došlo mezi Federací a Romulany k Tomedskému incidentu, který stál tisíce životů. Výsledkem byla smlouva, která potvrdila Neutrální zónu jako bezletové pásmo a Federaci zakázala vyvíjet maskovací zařízení. Čtyři romulanští Váleční ptáci napadli roku 2344 klingonskou základnu na planetě Narendra III. Na nouzové volání odpověděla USS Enterprise (NCC-1701-C), ale byla zničena a přeživší trosečníci odvezeni do romulanského teritoria. Zhruba ve stejné době napadly romulanské síly planetu Khitomer a zajaly nebo zabily všechny Klingony kromě dvou osob. Tyto události vedly k Romulansko-Klingonské válce okolo roku 2350.
Po pěti desetiletích izolace od Federace se Romulané vrací na scénu v roce 2364 s novými typy lodí. Podle svých zvyklostí se nadále tajně snaží ovlivňovat Klingony a jejich jednotlivé frakce v Klingonské občanské válce (2367), nebo získat prototyp nové federační lodě USS Prometheus (2374). Na začátku Války s Dominionem se romulanská tajná služba Tal Shiar a cardassijský Obsidiánský řád pokusili preventivním úderem zničit planetu Tvůrců, jenže akce skončila fatálním neúspěchem. Romulané se stáhnou a na konci roku 2373 dokonce podepíší s Dominionem smlouvu o neútočení. Díky tajné akci posádky Stanice Deep Space Nine vždy lehce paranoidní Romulané uvěří, že proti nim Dominion chystá vojenskou akci a obratem mu vypoví válku po boku Federace a Klingonů. Následně se pak účastní všech akcí a bitev, včetně Bitvy o Cardassii Prime i první a druhé Bitvy o Chin'toku.
Roku 2379 je romulanský Senát na krátce ovládnut Shinzonem a jeho remanskými spojenci, a lze tak poprvé spatřit remanského Scimitara.

### Třída D'deridex
Těžké křižníky nazývané také třída B-Typ nebo Dravec jsou nejpokročilejšími plavidly Romulanského impéria a celého kvadrantu Alfa vůbec. Podle Star Trek: Deep Space Nine Technical Manualu jsou dlouhé 1 041, široké 772 a vysoké 285 metrů, váží zhruba 4 320 000 tun a pojmou 1 500 osob. Svým uspořádáním se blíží klingonským plavidlům: směrem dopředu je vysunut primární trup, ve kterém se nachází většina klíčových systémů lodi, včetně hlavního můstku, strojovny a zbraňových systémů. Se sekundárním trupem je spojem dvěma oddělenými můstky, jedním velkým nahoře a druhým menším dole. Sekundární trup není jednolitý; z pohledu shora má půlkruhový tvar, ale z pohledu zezadu se jedná o ovál vertikálně spojený krátkou příčkou. Na koncích oválu jsou umístěny gondoly warp pohonu, které tak jsou součástí trupu. Jako zdroj energie využívá umělou kvantovou singularitu, jenže právě kvůli tomu nejsou lodě třídy D'deridex schopné vyvinout vysokou warp rychlost (maximálně 9,6) a pokud ano, neopravitelně tím poškodí warpové jádro. Křižníky mohou použít disruptory (paprsky i pulzy), phasery a odpalovače torpéd. Mezi další vybavení patří maskovací zařízení, vlečný paprsek, hangár a nákladový prostor.
Pro epizodu Neutrální zóna potřebovali producenti nový typ romulanského plavidla, které by bylo odlišné od předchozích a tak snadno zapamatovatelné. Vytvořením grafického návrhu byl pověřen Andrew Probert, který chtěl zachovat "ptačí" vzhled lodi, ale nejprve použil vertikální rozložení, aby tak plavidlo odlišil od "horizontální" Enterprise. Později se i kvůli připomínkám Genea Roddenberryho vrátil k horizontálnímu uspořádání . Studiový model o rozměrech 92x64x26 centimetrů vyrobil Greg Jein z pryskyřice a akrylátových plastů. Nakonec byly vyrobeny dva modely s různým nabarvením, první zeleno-šedý a druhý modro-šedý, který měl patřit Tal Shiaru. Druhý model byl 7. října 2006 prodán v aukci za 30 tisíc dolarů. Pro pozdější epizody seriálů Star Trek: Stanice Deep Space Nine a Star Trek: Voyager byl použit počítačový model vyrobený Koji Kuramuraou a animovaný Robertem Bonchunem.
Vybraná plavidla:
| Jméno       | Rok služby | Informace |
| ----------- | ---------- | --- |
| IRW Belak   | 2371       | Součást spojené flotily Tal Shiaru a Obsidiánského řádu při útoku na domovský svět Tvůrců, zničena.                                            |
| IRW Devoras | 2367       | Pod velením subkomandérky Taris, podílela se na vyšetřování zničení lodě USS Yamato u planety Iconia.                                          |
| IRW T'Met   | 2374       | Pod velením subkomandéra Almaka, vedoucí plavidlo formace, která měla navázat kontakt s ukradeným federačním prototypem lodě třídy Prometheus. |

### Třída Valdore
Modernější, ale menší a ne tak dobře vyzbrojená třída lodí v porovnání s třídou D'deridex. Je dlouhá 600, široká 900 metrů, vybavena disruptorovými kanóny na koncích křídel, odpalovači torpéd a maskovacím zařízením. Vzhledem a stavbou kopíruje klingonského Válečného ptáka, jen je mnohem větší. Na grafickém návrhu třídy pracovali nezávisle na sobě John Eaves a Dave Negron junior, Herman Zimmerman si nakonec vybral jeden z Eavesových návrhů. Eaves pak prozradil, že se nechal inspirovat jedním z raných návrhů třídy D'deridex pro rozložení a stavbu lodi, a klingonským Válečným ptákem pro detaily povrchu. CGI model pak vytvořil Andy Wilkoff ve studiích společnosti Digital Domain.
Vybraná plavidla:
| Jméno       | Rok služby | Informace |
| ----------- | ---------- | --- |
| IRW Valdore | 2379       | Spolu s další nejmenovanou lodí třídy Valdore se v Bitvě u Bassenova zlomu postavili po boku Enterprise-E proti Shinzonovi a jeho Scimitaru. Obě lodě byly během bitvy kriticky poškozeny a vyřazeny z boje. |

### Romulanský raketoplán
Lehké transportní plavidlo srovnatelné velikostí i svým účelem s runabouty třídy Danube. Má rozměry 25x16x6,5 metru, váží 142 tun a pojme až 15 pasažérů. Je vybaveno maskovacím zařízením, impulsními a warpovými motory schopnými vyvinout warp rychlost 9,6, šesti disruptory a dvěma odpalovači torpéd. Návrh lodi připravili Gary Hutzel, Larry Nemecek a Doug Drexler, studiový model vyrobil Tony Meininger ve společnosti pro speciální efekty Brazil-Fabrication & Design. Model se objevil ve Star Treku pouze jednou v epizodě Za svitu Luny.

### Remanský Scimitar
Velká a těžce vyzbrojená válečná loď dlouhá 890 a široká 1350 metrů. Byl vyroben pouze jeden prototyp, který byl roku 2379 zničen v Bitvě u Bassenova zlomu. Stavba byla provedena na tajné remanské základně a účelem lodi byla podpora prétora Shinzona ve vedení Romulanského senátu, zničení Spojené federace planet a osvobození Remanů. Scimitar byl vybaven pokročilým systémem maskování, který nezanechával tachyonovu ani antiprotonovou stopu, takže ho bylo téměř nemožné vystopovat. Navíc mohl zamaskovaný střílet a zároveň vyvinout větší rychlost než loď třídy Sovereign. Mezi zbraňové vybavení patřilo 52 disruptorů, 27 odpalovačů fotonových torpéd a thalaronová zbraň schopná vyhladit život na lodi nebo dokonce planetě. Jeho doky pojaly několik útočných stíhačů třídy Scorpion, které také mohly napadnout nepřítele. Scimitar měl primární a sekundární štíty, které sloužily jako záloha. Design Scimitaru navrhl John Eaves. Jeho úkol zněl: "Shinzonovo plavidlo mělo kombinovat čisté linie tradičních romulanských Válečných ptáků s unikátní výzbrojí. Mělo být obrovské, více než dvakrát tak velké jako Enterprise-E a agresivní vypadající."